# دانشگاه هنگ کنگ
دانشگاه هنگ کنگ (انگلیسی: University of Hong Kong) یک دانشگاه دولتی واقع در پک‌فولام کشور هنگ کنگ است. این دانشگاه در سال ۱۹۱۱ تأسیس شده‌است، و ریشه‌های آن را می‌توان تا کالج پزشکی برای چینی هنگ‌کنگ که در سال ۱۸۸۷ تأسیس شده‌است ردیابی کرد. این دانشگاه قدیمی‌ترین مؤسسهٔ آموزش عالی هنگ‌کنگ است، که به‌عنوان یکی از معتبرترین دانشگاه‌ها در آسیا نیز شناخته می‌شود.
امروزه دانشگاه هنگ کنگ مشتمل بر ۱۰ دانشکده است که زبان آموزش همه‌ی‌شان انگلیسی‌ست: حسابداری و مالی، پزشکی، دندان‌پزشکی، آموزش و پرورش، علوم انسانی، حقوق، زبان‌شناسی، علوم سیاسی و علوم اجتماعی. این دانشگاه نخستین گروه در سراسر دنیا بود که کروناویروس را، که عامل بیماری سارس است، با موفقیت در قرنطینه قرار داد.

## رتبه بندی
در رتبه‌بندی برترین دانشگاه‌های جهان در سال ۲۰۲۰ که مؤسسه QS آن را ارائه داده‌است دانشگاه هنگ کنگ در رتبه ۲۵ جهان قرار گرفته‌ است. بر اساس رتبه‌بندی مؤسسه تایمز در سال ۲۰۲۰ نیز این دانشگاه در رتبه ۳۵ دانشگاه‌های جهان قرار دارد.

## دانشکده ها
این دانشگاه از دانشکده ها ی زیر تشکیل شده است
- دانشکده معماری
- دانشکده هنر
- دانشکده تجارت و اقتصاد
- دانشکده دندانپزشکی
- دانشکده آموزش
- دانشکده مهندسی
- دانشکده حقوق
- دانشکده پزشکی
- دانشکده علوم
- دانشکده علوم اجتماعی